# Ascelis schraderi
Ascelis schraderi är en insektsart som beskrevs av Walter Wilson Froggatt 1894. Ascelis schraderi ingår i släktet Ascelis och familjen filtsköldlöss. Inga underarter finns listade i Catalogue of Life.